# هنری همیلتون
هنری همیلتون (انگلیسی: Henry Hamilton; c. 1734 – ۲۹ سپتامبر ۱۷۹۶ (۶۲ سال)) افسر ارتش بریتانیا و مدیر مستعمراتی بود. او در آمریکای شمالی به عنوان معاون فرماندار استان کبک و بعداً به عنوان معاون فرماندار پس از جنگ انقلاب آمریکا خدمت کرد. او بعداً به عنوان فرماندار برمودا و در نهایت به عنوان فرماندار دومینیکا خدمت کرد، جایی که در سمت خود درگذشت.
در سال ۱۷۷۹، همیلتون در طول جنگ انقلاب توسط نیروهای آمریکایی در فورت ساکویل در حالی که به عنوان معاون فرماندار و سرپرست امور سرخپوستان در فورت دیترویت خدمت می‌کرد، دستگیر شد. او به ویرجینیا منتقل شد، جایی که همیلتون تا اکتبر ۱۷۸۰ توسط دولت فرماندار توماس جفرسون نگهداری می‌شد. سپس به نیویورک فرستاده شد و در سال ۱۷۸۱ در جریان تبادل زندانیان آزاد شد و اجازه یافت به لندن عزیمت کند.